# Blockwars
Blockwars är en form av tetris som fanns på blip och som efter att det lades ner kunde spelas på utvecklaren Certus hemsida.
Numera[när?] finns en återskapad version på https://blockwars.miniblip.com. När man tar bort två rader eller fler så kommer det en eller flera "specialare" slumpat på brädet, när man sedan tar den raden som innehåller specialaren så hamnar den i ditt "inventory", och du kan då använda den. Spelet består av fem spelare, och man kan spela med eller utan ranking. Denna form av tetris är höghastighetstetris eftersom du kan trycka på en knapp för att få blocket att gå direkt ner på spelplanen, till skillnad från de tetrisformer som kräver att man håller inne en knapp för att blocket skall gå snabbare ner.

## Viktiga förändringar i spelet
År 2007 genomgick spelet en större förändring.
- Antal spelare ökades från fyra till fem
- Flera spelvarianter introducerades
- Det blev möjligt att begränsa antal spelare på ett bord

År 2011 lades blip.se ner och numera finns spelet på https://web.archive.org/web/20100811054257/http://www.certusgames.se/
2018 skapades en remake och finns på https://miniblip.com/

## Landskamper
Det har utkämpats landskamper i Blockwars mellan Sverige och Danmark.
1. Landskampen 2005 slutade 8-2 till Sverige.
2. Landskampen 2006 slutade 8-1 till Sverige.

## Specialare
De olika specialarna har olika funktioner:
- Lägg till rad - Lägger till en rad
- Ta bort rad - Tar bort en rad
- Jordbävning - Skakar brädet horisontellt
- Milkshake - Skakar brädet vertikalt
- Specialbort - Tar bort alla specialare (även minor)
- Hagelgevär - Tar bort block slumpvis
- Gravitation - Tar bort alla hål och jämnar ut raderna
- Rensa bräde - Tar bort alla block på brädet
- Byta bräde - Byter bräde med den spelare du valt
- Monster - Fyller brädet med en TV4-logga
- Minbomb - Gör om alla specialare till dödliga minor